# БМП-55
БМП-55 — украинская опытная боевая машина пехоты, созданная на шасси советского танка Т-55.

## История
ХКБМ им. А.А. Морозова в начале 2000 года поставило задачу создания перспективной БМП, которая могла бы эффективно вести бой в условиях длительной автономности, оставалась мобильной и была бы оснащена по последнему слову военной техники. Первой подзадачей по важности стала разработка шасси с повышенным ресурсом и стойкостью к повреждениям, после чего шли установка более устойчивого пассивного бронирования и отработка других конструкторских решений по компоновке БМП.
Работы начались путём диверсификации шасси танков Т-55 и Т-64, что привело к появлению машин БМП-55 и БМП-64, а также колёсной модификации БМП-64-К.
В 2005 году был разработан комплект технической документации по переоборудованию в боевые машины пехоты танков Т-54, Т-55, Т-62 и Т-72, 15 марта 2006 года он был запатентован.
В 2008 году были начаты работы по созданию нового гусеничного шасси, состоящего из четырёх траков, приводимых в движение одной ведущей осью, расположенной в центре шасси.
Работы завершились в 2009 году, и экспериментальный образец БМП-55 был отправлен на испытания.

## Описание
БМП-55 разработан и изготовлен на базе танка Т-55. Он имеет противоснарядное бронирование и переднее размещение моторно-трансмиссионного отделения, что значительно повышает защищённость экипажа.
Спереди установлена броня толщиной 270 мм, что соответствует 7-му уровню защиты STANAG 4569 по классификации НАТО, которая выдерживает попадание бронебойного снаряда калибром до 90 мм. По бортам установлена броня толщиной 81 мм, усиленная противокумулятивными экранами толщиной 20 мм (эквивалентно 5-му уровню защиты по стандартам НАТО) и защищающая от гранаты ПГ-7ВМ из гранатомёта РПГ-7. Кормовая броня 40 мм защищает от пуль калибром 14,5 мм бронебойного типа (4-й уровень защиты). Донная броня собирается из различных листов (комбинированный тип), защищает экипаж от взрыва мины ТМ-57 и соответствует 5-му уровню защиты по классификации НАТО.
БМП-55 оснащена 12,7-мм пулемётом НСВТ, установленным в башне с дистанционным управлением. Кроме того, предусмотрена возможность установки ПТРК.
В кормовой части размещена десантная аппарель, что позволяет вести десантирование под прикрытием броневого корпуса машины и легко перемещать грузы и раненых в середину боевого отделения. Двигатель и трансмиссия смонтированы в едином блоке с возможностью быстрой замены. В качестве опции возможно оснащение фронтальной и боковой проекции динамической защитой, а крыши специальной термопокрышкой стандарта «Snatch-Chile».

## Видео
- Боевая машина пехоты БМП-55
- Боевая машина пехоты БМП-55